# Mr. Olympia
Mr. Olympia é o título concedido ao vencedor do concurso de fisiculturismo profissional masculino no Olympia Fitness & Performance Weekend de Joe Weider - uma competição internacional de fisiculturismo que é realizada anualmente pela Federação Internacional de Fisiculturismo (IFBB). Criada por Joe Weider, sua primeira edição remonta a 18 de setembro de 1965 em Nova Iorque. Sendo a maior competição que representa um esporte onde predomina análises subjetivas que por intermédio de intervenções científicas, vem sendo proposto as possibilidades de análise quantitativas. Joe Weider criou a competição para permitir que os vencedores do Mr. Universe continuem competindo e ganhem dinheiro. O primeiro Mr. Olympia foi realizado em 18 de setembro de 1965, na Brooklyn Academy of Music, em Nova York, com Larry Scott ganhando seu primeiro de dois títulos consecutivos.
Os recordistas de vitórias são Lee Haney (1984-1991) e Ronnie Coleman (1998-2005) com oito conquistas cada. Samson Dauda atualmente detém o título.
O filme Pumping Iron (1977) apresentou a preparação para o Mr. Olympia de 1975 em Pretória, África do Sul, e ajudou a lançar as carreiras de ator de Arnold Schwarzenegger e Lou Ferrigno. Há também uma fisiculturista onde mulheres são premiadas, a Ms. Olympia, bem como as vencedoras do Fitness Olympia e Figure Olympia para competidores de fitness e figure. Todas as quatro competições ocorrem no mesmo fim de semana. De 1994 a 2003 e novamente em 2012, um Masters Olympia também foi coroado.
Globalmente, também é apresentada uma versão com competidores amadores, o Mr. Olympia Amateur (Mr. Olympia Amador). A versão brasileira foi lançada no país em 2018, o Mr. Olympia Brasil. A edição de Portugal, o Mr. Olympia Portugal (Portugal Pro Qualifier) começou a ser  apresentada em 2018.

## História

### Anos 1960
O Mr. Olympia de 1965 e 1966 foi vencido por Larry Scott, um famoso fisiculturista da época. Scott posteriormente se aposentou após sua vitória em 1966 e, até o momento, é o único campeão do Mr. Olympia que nunca perdeu uma competição do Mr. Olympia.
Harold Poole detém duas distinções do Mr. Olympia: uma é que ele é o competidor mais jovem a participar do Olympia - em 1965 ele competiu no primeiro Mr. Olympia aos 21 anos. a outra é que ele foi o único homem a competir em todas as três competições iniciais do Mr. Olympia.

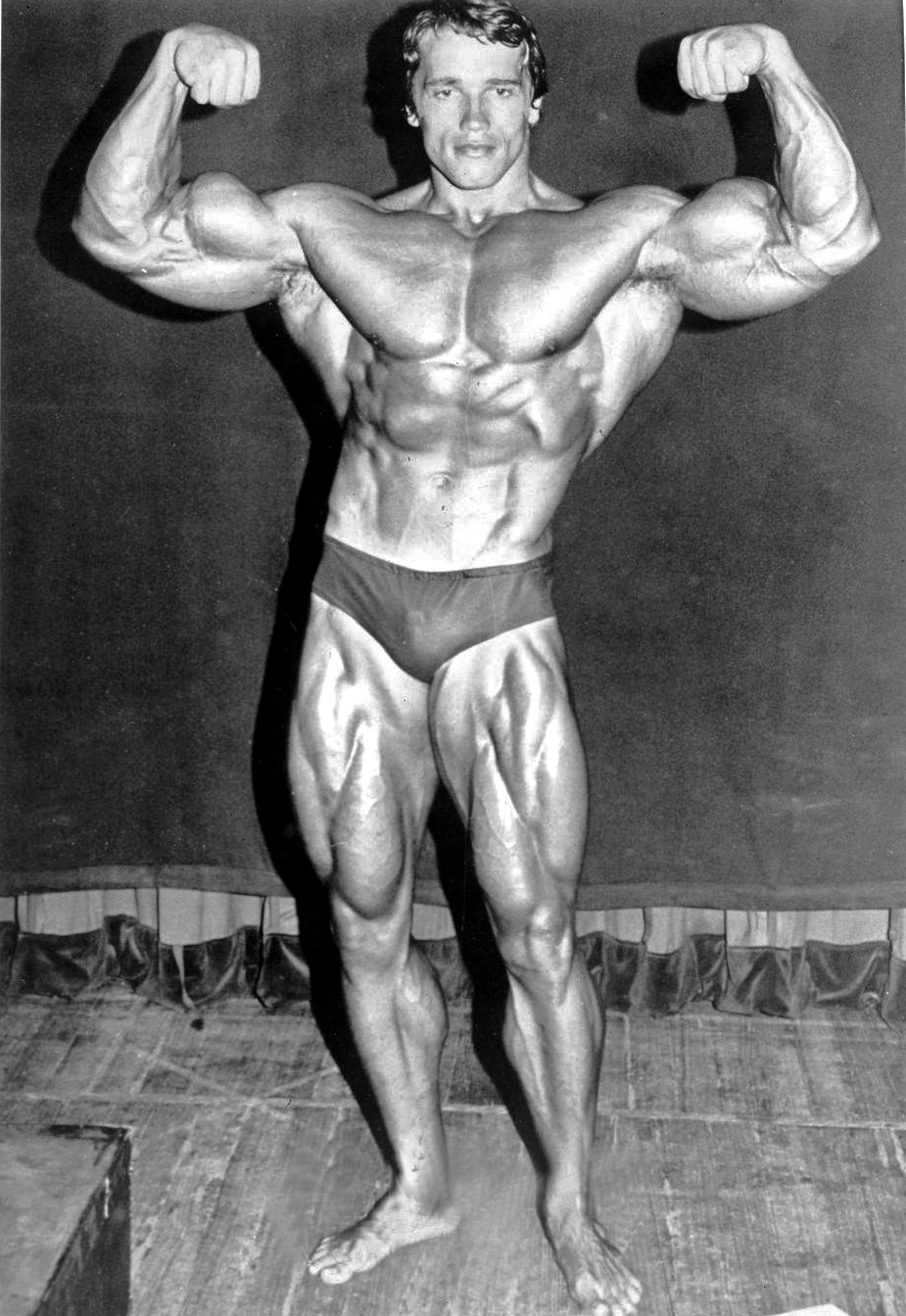
Arnold Schwarzenegger

O Mr. Olympia 1967, vencido por Sergio Oliva, marcou uma nova era nas competições de fisiculturismo. Com 1 metro e 78 centímetros (5 pés 10 polegadas) e pesando 108 kilos (240 libras) Oliva, apelidado de "O Mito", exibia um nível imprevisto de massa muscular e definição, incluindo uma forma de "V" de uma parte superior do corpo grande e bem formada que se estreitava até uma cintura estreita.
Oliva venceria a competição Mr. Olympia em 1967, 1968 (sem contestação) e 1969 - onde derrotaria Arnold Schwarzenegger por quatro a três, marcando a única derrota de Schwarzenegger em uma competição Mr. Olympia.

### Anos 1970
Schwarzenegger derrotou Oliva no Mr. Olympia 1970, depois de terminar em segundo lugar no ano anterior, e também venceu em 1971 (sendo o único competidor). Ele derrotou Oliva novamente em 1972 e venceu as três competições seguintes do Mr. Olympia, incluindo a edição de 1975, que teve destaque no docudrama de 1977 Pumping Iron e apresentou outros culturistas notáveis como Lou Ferrigno, Serge Nubret e Franco Columbu , que viria a ganhar as competições de 1976 e 1981.
De 1974 a 1979, um sistema de divisão de peso duplo foi usado, dividindo os competidores em duas categorias: "Pesados" (mais de 200 libras) e "Pesos leves" (menos de 200 libras). Os vencedores de cada divisão competiriam entre si para decidir um campeão geral. 
Depois de vencer a competição de 1975, Schwarzenegger anunciou sua aposentadoria do culturismo competitivo; isso também foi retratado em Pumping Iron.
Frank Zane venceu as competições de 1977, 1978 e 1979. Em 1977 foi o primeiro ano em que o troféu Sandow foi concedido.

### Anos 1980
Em 1980, Schwarzenegger saiu da aposentadoria para ganhar o Olympia mais uma vez, após um hiato de cinco anos. Schwarzenegger (que supostamente estava treinando para seu filme Conan) havia entrado tarde na competição e seus concorrentes não sabiam de suas intenções de competir. Esta sétima vitória foi especialmente controversa, já que a maioria dos outros competidores e observadores achavam que ele não tinha massa muscular e condicionamento físico, e não deveria ter vencido Chris Dickerson ou Mike Mentzer. Vários atletas prometeram boicotar a competição no ano seguinte, e Mentzer se aposentou definitivamente.
No ano seguinte, Franco Columbu venceu pela segunda vez. Chris Dickerson ganhou seu único título em 1982, tornando-o o primeiro Mr. Olympia abertamente gay, e Samir Bannout ganhou seu único título em 1983. Então, em 1984, Lee Haney ganhou o primeiro de 8 títulos consecutivos de Mr. Olympia.

### Anos 1990
Haney se aposentou do culturismo competitivo após sua última vitória do Mr. Olympia em 1991. Tendo ficado em segundo lugar para Haney no ano anterior, Dorian Yates venceu a competição seis vezes consecutivas de 1992 até 1997. Dorian recebeu o crédito por revolucionar o esporte durante seu reinado como Mr. Olympia, combinando uma massa maior do que a vista antes com o que foi apelidado de granite hardness.
Ao longo dos anos 1990, são relatados o uso de hormônios do crescimento pelos fisiculturistas, e eles passam a se apresentar nas competições com um porte físico cada vez maior. Escrevendo para a Men's Health em 2016, o jornalista Lou Schuler quetionou se o Mr. Olympia Ronnie Coleman competiu de forma "natural" ou usou hormônios.
Yates se aposentou do culturismo competitivo após sua vitória em 1997, tendo acumulado várias lesões. Ronnie Coleman, que ficou em nono lugar em 1997, surpreendeu a todos com um físico muito melhorado em 1998, ganhando o primeiro de 8 títulos consecutivos.
Em 1994, foi criada uma competição de Masters Olympia separada para fisiculturistas profissionais para continuar a competir nos níveis mais altos em seus últimos anos.

### Anos 2000

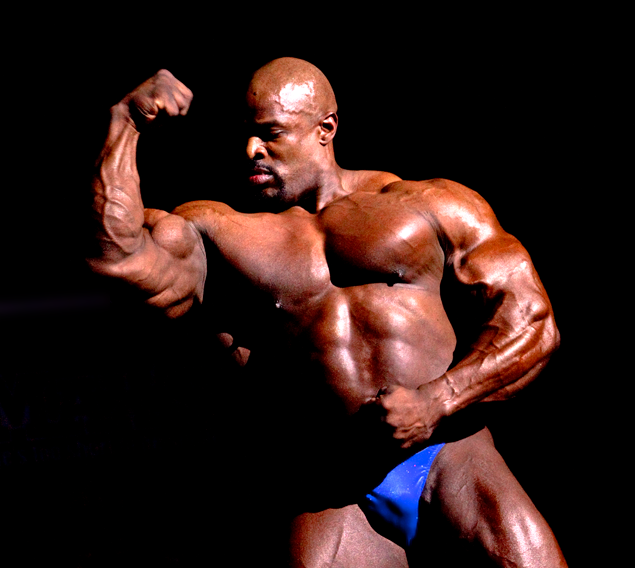
Ronnie Coleman

Ronnie Coleman venceu a competição Mr. Olympia oito vezes consecutivas, batendo o recorde estabelecido por Lee Haney. Coleman voltou em 2006 para defender seu título, mas em vez disso ficou em segundo lugar para Jay Cutler, que ganhou seu primeiro título após quatro anos consecutivos terminando em segundo lugar para Coleman. Cutler defendeu com sucesso seu título em 2007. Coleman ficou em quarto lugar e anunciou sua aposentadoria das competições.
Em 2008, Dexter Jackson derrotou Jay Cutler e se tornou o Mr. Olympia. Em 2009, Jay Cutler retornou e reconquistou o título.

### Anos 2010
Em 2010, Cutler voltou a reivindicar seu quarto título de Mr. Olympia, tornando-se o quinto competidor na história do Olympia a ganhar o título mais de três vezes. Em 2011, Phil Heath derrotou Cutler pelo título, iniciando uma sequência de vitórias que durou até 2018. De 2012 a 2014, o Olympia foi dominado pela rivalidade entre Kai Greene e Heath, com Heath vencendo os três e Greene em segundo.
A partir de 2016, uma nova divisão chamada Classic Physique foi introduzida. Danny Hester foi o campeão inaugural na divisão Classic Physique.
Heath venceu seu sétimo Mr. Olympia consecutivo em 2017, com Mamdouh "Big Ramy" Elssbiay em segundo. Com sua vitória em 2017, Heath empatou com Arnold Schwarzenegger na segunda maior vitória do Olympia, atrás de Lee Haney e Ronnie Coleman, que conquistou oito.
Shawn Rhoden derrotou Phil Heath em 2018, quebrando a seqüência de sete vitórias de Heath. O Mr. Olympia 2019 foi vencido por Brandon Curry.
A partir de 2019, uma nova divisão chamada Wheelchair Olympia foi adicionada.

### Anos 2020
Em 2020, Phil Heath voltou a tentar ganhar um oitavo título que bateu um recorde, mas Big Ramy venceu o Olympia de seu primeiro título.

## Qualificação
A IFBB seleciona os competidores do Olympia entre os competidores mais bem colocados em várias competições de qualificação, coletivamente chamadas de Temporada de Qualificação do Olympia. A temporada de qualificação para cada Olympia dura um ano e termina alguns meses antes da competição. De acordo com as regras de qualificação atualizadas anunciadas pela IFBB em 2019, para se qualificar para a maioria das divisões no Olympia, um atleta da IFBB deve atender a um dos seguintes critérios:
- Deve estar entre os cinco primeiros em sua divisão no Olympia anterior
- Deve vencer qualquer uma das competições de qualificação da IFBB
- Deve estar classificado entre os três primeiros no total de pontos atribuídos do segundo ao quinto lugar nas competições de qualificação

Para certas divisões com mais de 25 competições de qualificação, regras ligeiramente diferentes são usadas: O vencedor anterior do Olympia é automaticamente qualificado, mais o vencedor de cada competição de qualificação e os cinco primeiros no total de pontos. A Liga Profissional da IFBB também tem o arbítrio de estender convites especiais a outros competidores.

## Vencedores
Os campeões são:

### Categoria Open Bodybuilding
Até o ano de 2012, o Mr. Olympia possuía uma única categoria, mas a partir de 2012 novas categorias foram inseridas, e com isso, a partir desse ano a "antiga" categoria do Mr. Olympia passou a ser conhecida com Open bodybuilding
| Ano  | Vencedor              | Local                   |
| ---- | --------------------- | ----------------------- |
| 1965 | Larry Scott           | Nova Iorque, EUA        |
| 1966 | Larry Scott           | Nova Iorque, EUA        |
| 1967 | Sergio Oliva          | Nova Iorque, EUA        |
| 1968 | Sergio Oliva          | Nova Iorque, EUA        |
| 1969 | Sergio Oliva          | Nova Iorque, EUA        |
| 1970 | Arnold Schwarzenegger | Nova Iorque, EUA        |
| 1971 | Arnold Schwarzenegger | Paris, França           |
| 1972 | Arnold Schwarzenegger | Essen, Alemanha         |
| 1973 | Arnold Schwarzenegger | Nova Iorque, EUA        |
| 1974 | Arnold Schwarzenegger | Nova Iorque, EUA        |
| 1975 | Arnold Schwarzenegger | Pretória, África do Sul |
| 1976 | Franco Columbu        | Columbus, EUA           |
| 1977 | Frank Zane            | Columbus, EUA           |
| 1978 | Frank Zane            | Columbus, EUA           |
| 1979 | Frank Zane            | Columbus, EUA           |
| 1980 | Arnold Schwarzenegger | Sydney, Austrália       |
| 1981 | Franco Columbu        | Columbus, EUA           |
| 1982 | Chris Dickerson       | Londres, Reino Unido    |
| 1983 | Samir Bannout         | Munique, Alemanha       |
| 1984 | Lee Haney             | Nova Iorque, EUA        |
| 1985 | Lee Haney             | Bruxelas, Bélgica       |
| 1986 | Lee Haney             | Columbus, EUA           |
| 1987 | Lee Haney             | Gotemburgo, Suécia      |
| 1988 | Lee Haney             | Los Angeles, EUA        |
| 1989 | Lee Haney             | Rimini, Itália          |
| 1990 | Lee Haney             | Chicago, EUA            |
| 1991 | Lee Haney             | Orlando, EUA            |
| 1992 | Dorian Yates          | Helsinque, Finlândia    |
| 1993 | Dorian Yates          | Atlanta, EUA            |
| 1994 | Dorian Yates          | Atlanta, EUA            |
| 1995 | Dorian Yates          | Atlanta, EUA            |
| 1996 | Dorian Yates          | Chicago, EUA            |
| 1997 | Dorian Yates          | Long Beach, EUA         |
| 1998 | Ronnie Coleman        | Nova Iorque, EUA        |
| 1999 | Ronnie Coleman        | Las Vegas, EUA          |
| 2000 | Ronnie Coleman        | Las Vegas, EUA          |
| 2001 | Ronnie Coleman        | Las Vegas, EUA          |
| 2002 | Ronnie Coleman        | Las Vegas, EUA          |
| 2003 | Ronnie Coleman        | Las Vegas, EUA          |
| 2004 | Ronnie Coleman        | Las Vegas, EUA          |
| 2005 | Ronnie Coleman        | Las Vegas, EUA          |
| 2006 | Jay Cutler            | Las Vegas, EUA          |
| 2007 | Jay Cutler            | Las Vegas, EUA          |
| 2008 | Dexter Jackson        | Las Vegas, EUA          |
| 2009 | Jay Cutler            | Las Vegas, EUA          |
| 2010 | Jay Cutler            | Las Vegas, EUA          |
| 2011 | Phil Heath            | Las Vegas, EUA          |
| 2012 | Phil Heath            | Las Vegas, EUA          |
| 2013 | Phil Heath            | Las Vegas, EUA          |
| 2014 | Phil Heath            | Las Vegas, EUA          |
| 2015 | Phil Heath            | Las Vegas, EUA          |
| 2016 | Phil Heath            | Las Vegas, EUA          |
| 2017 | Phil Heath            | Las Vegas, EUA          |
| 2018 | Shawn Rhoden          | Las Vegas, EUA          |
| 2019 | Brandon Curry         | Las Vegas, EUA          |
| 2020 | Mamdouh Elssbiay      | Orlando, EUA            |
| 2021 | Mamdouh Elssbiay      | Orlando, EUA            |
| 2022 | Hadi Choopan          | Las Vegas, EUA          |
| 2023 | Derek Lunsford        | Orlando, EUA            |
| 2024 | 🇬🇧 Samson Dauda       | Las Vegas, EUA          |

### Categoria Classic Physique
Com o passar dos anos houve um grande aumento muscular dos atletas causando uma notável diferenciação dos atletas em relação aos físicos dos anos iniciais, em busca da retomada dos físicos "clássicos", foi criada a categoria Classic Physique, em que existem faixas de peso correspondentes a altura dos atletas que não devem ser ultrapassadas, para que com isso seja buscado um físico mais estético e harmonioso.
| Ano  | Campeão        | Vice-Campeão    | Terceiro Lugar  |
| ---- | -------------- | --------------- | --------------- |
| 2016 | Danny Hester   | Arash Rahbar    | Sadik Hadzovic  |
| 2017 | Breon Ansley   | Chris Bumstead  | George Peterson |
| 2018 | Breon Ansley   | Chris Bumstead  | George Peterson |
| 2019 | Chris Bumstead | Breon Ansley    | George Peterson |
| 2020 | Chris Bumstead | Terrence Ruffin | Breon Ansley    |
| 2021 | Chris Bumstead | Terrence Ruffin | Breon Ansley    |
| 2022 | Chris Bumstead | Ramon Queiroz   | Urs Kalecinski  |
| 2023 | Chris Bumstead | Ramon Queiroz   | Urs Kalecinski  |
| 2024 | Chris Bumstead | Mike Sommerfeld | Urs Kalecinski  |

### Categoria 212
Categoria até 212 libras, aproximadamente 96 kg .
| Ano       | Vencedor       | Local                       |
| --------- | -------------- | --------------------------- |
| 2012      | Flex Lewis     | Las Vegas, EUA              |
| 2013      | Flex Lewis     | Las Vegas, EUA              |
| 2014      | Flex Lewis     | Las Vegas, EUA              |
| 2015      | Flex Lewis     | Las Vegas, EUA              |
| 2016      | Flex Lewis     | Las Vegas, EUA              |
| 2017      | Flex Lewis     | Las Vegas, EUA              |
| 2018      | Flex Lewis     | Las Vegas, EUA              |
| 2019      | Kamal Elgargni | Las Vegas, EUA              |
| 2020      | Shaun Clarida  | Orlando, EUA                |
| 2021      | Derek Lunsford | Orlando, EUA                |
| 2022      | Shaun Clarida  | Las Vegas, EUA              |
| 2023 2024 | Keone Pearson  | Orlando, EUA Las Vegas, EUA |

### Categoria Men's Physique
O site da IFBB Brasil (International Federation of Bodybuilding and Fitness) descreve a categoria Men's Physique da seguinte maneira: "Essa categoria é destinada a homens que realizam o treinamento com pesos a fim de manter a forma, e que praticam uma dieta saudável e equilibrada, mas que preferem desenvolver um físico menos musculoso, com aspecto atlético e esteticamente agradável. Os concorrentes procuram mostrar forma e simetria adequada, combinada com alguma musculosidade e principalmente um bom estado geral. Os atletas devem ter presença de palco e postura a fim de demonstrar sua personalidade, e a capacidade de apresentar-se no palco com confiança deve ser visível a todos." 
| Ano       | Vencedor             | Local                       |
| --------- | -------------------- | --------------------------- |
| 2013      | Mark Anthony Wingson | Las Vegas, EUA              |
| 2014      | Jeremy Buendia       | Las Vegas, EUA              |
| 2015      | Jeremy Buendia       | Las Vegas, EUA              |
| 2016      | Jeremy Buendia       | Las Vegas, EUA              |
| 2017      | Jeremy Buendia       | Las Vegas, EUA              |
| 2018      | Brandon Hendrickson  | Las Vegas, EUA              |
| 2019      | Raymont Edmonds      | Las Vegas, EUA              |
| 2020      | Brandon Hendrickson  | Orlando, EUA                |
| 2021      | Brandon Hendrickson  | Orlando, EUA                |
| 2022      | Erin Banks           | Las Vegas, EUA              |
| 2023 2024 | Ryan Terry           | Orlando, EUA Las Vegas, EUA |

### Por número de vitórias
- Categoria Open Bodybuilding

| Vitórias | Nomes                 | Anos                                    |
| -------- | --------------------- | --------------------------------------- |
| 8        | Lee Haney             | 1984-1985-1986-1987-1988-1989-1990-1991 |
| 8        | Ronnie Coleman        | 1998-1999-2000-2001-2002-2003-2004-2005 |
| 7        | Arnold Schwarzenegger | 1970-1971-1972-1973-1974-1975-1980      |
| 7        | Phil Heath            | 2011-2012-2013-2014-2015-2016-2017      |
| 6        | Dorian Yates          | 1992-1993-1994-1995-1996-1997           |
| 4        | Jay Cutler            | 2006-2007-2009-2010                     |
| 3        | Sergio Oliva          | 1967-1968-1969                          |
| 3        | Frank Zane            | 1977-1978-1979                          |
| 2        | Larry Scott           | 1965-1966                               |
| 2        | Franco Columbu        | 1976-1981                               |
| 2        | Mamdouh Elssbiay      | 2020-2021                               |
| 1        | Samir Bannout         | 1983                                    |
| 1        | Chris Dickerson       | 1982                                    |
| 1        | Dexter Jackson        | 2008                                    |
| 1        | Shawn Rhoden          | 2018                                    |
| 1        | Brandon Curry         | 2019                                    |
| 1        | Hadi Choopan          | 2022                                    |
| 1        | Derek Lunsford        | 2023                                    |
|          | Samson Dauda          | 2024                                    |

### Categoria Wellness
Segundo o site da IFBB Brasil (International Federation of Bodybuilding and Fitness), a categoria Wellness foi criada pela IFBB Brasil em 2005 com o objetivo de agregar e levar aos palcos uma boa parcela das mulheres brasileiras frequentadoras das academias e salas de ginástica, que tinham o desejo de competir, porém, não se enquadravam em nenhuma das outras  categorias existentes na IFBB, por possuírem uma certa desproporção de volume dos membros inferiores (coxas e glúteos) em relação a membros superiores (tronco e braços), e isso ocorre principalmente devido ao fato de boa parte delas treinarem seguindo o  próprio padrão de beleza que é naturalmente encontrado e admirado no Brasil inteiro.
| Ano  |                   |                |
| 2021 | Francielle Mattos | Las Vegas, EUA |
| 2022 | Francielle Mattos | Las Vegas, EUA |
| 2023 | Francielle Mattos | Orlando, EUA   |
| 2024 | Isabelle Pereira  | Las Vegas, EUA |

Essa categoria passou a fazer parte do Mr. Olympia somente em 2021 a brasileira Francielle Mattos foi a primeira campeã Miss Olympia Wellness da história. Em 2022 e 2023 a atleta repetiu duas vezes o feito e é tricampeã da categoria Wellness.
Em 2024 temos uma Campeã inédita na categoria Wellness Isabelle Pereira conseguiu de forma brilhante seu primeiro título .

## Mr. Olympia Amador
Mr. Olympia Amateur (Mr. Olympia Amador) é uma competição que premia globalmente os melhores competidores amadores com o certificado IFBB Pro Card, o que os deixam mais próximos de competir no Mr. Olympia principal. De acordo com o site oficial em março de 2022, o evento é apresentado em regiões com uma organização específica ao redor do mundo: Paquistão, Europa Oriental, Beijin (China), Espanha, Portugal, Brasil, Coreia do Sul, Itália, Japão, América do Sul, Índia, Las Vegas (EUA).

### Mr. Olympia Brasil
O Mr. Olympia Brasil (em inglês:Mr. Olympia Amateur Brasil ou Mr. Olympia Brazil) é apresentada no Brasil desde 2018. A primeira edição foi apresentada pela BTFF (Brasil Trading Fitness Fair) a maior feira fitness do país, com 640 atletas disputando em seis categorias, com os três melhores de cada categoria sendo premiados com o ProCard, o certificado profissional. Em 2019, o Mr. Olympia Brasil tornou-se um dos maiores eventos do mundo.
2021
Lista completa de vencedores
Men's Bodybuilding
- Marcello De Angelis[46]

Classic Physique
- Elivelton De Moraes[46]

Men's Physique
- Itemberg Nunes[46]

Figure
- Heloiza Ferreira Cordeiro[46]

Bikini
- Mirian Barbosa	[46]

Wellness
- Laleska Bruschi[46]

2019
Lista completa de vencedores
Men’s Bodybuilding
- Felipe Moraes
- Marcelo de Angelis
- Claudio Antonio Do Monte

Men’s Classic Physique
- Diego Galindo
- Junior Javorski
- William Amorim De Aguiar

Men’s Physique
- Heitor Galvao
- Kennedy Maciel Santos Muniz
- Pablo Duranti

Figure
- Laura Saccomani
- Lindsay Pereira Medeiros
- Marissol Amaral Rios Bisquolo

Bikini
- Halanna Jully
- Rosiane Carezzane
- Maria Carolina Meyer Martins

Women’s Physique
- Alcione Santos
- Naiana Silva Cruz
- Carolina Gisele Iturbe[39]

2018
Lista completa de vencedores
Bodybuilding
- Vitor Lima
- Vitor Hugo Boff
- Lucas Silva Coelho

Women's Physique
- Caroline Alves dos Santos
- Suzele Veloso
- Luciana Cardoso Coutinho dos Santos

Classics Physique
- Ramon Rocha Queiroz
- Eduardo Dejacy Oliveira
- Caio Bonfim

Bikini
- Ana Paula de Almeida
- Ivanise Ludivig
- Fabiana Souza

Men's Physique
- Pedro Henrique Lima da Silva
- Aristóteles Lima
- Gildevan Batista dos Santos

Figure
- Elaine Vitta
- Rosemeire Machado Lôbo Freitas
- Barbara Gomes Maltez

### Mr. Olympia Portugal
O Mr. Olympia Portugal (Portugal Pro Qualifier) é apresentado desde 2018.